# Ilex laevigata
Ilex laevigata là một loài thực vật có hoa trong họ Aquifoliaceae. Loài này được (Pursh) A. Gray mô tả khoa học đầu tiên năm 1856.

## Hình ảnh

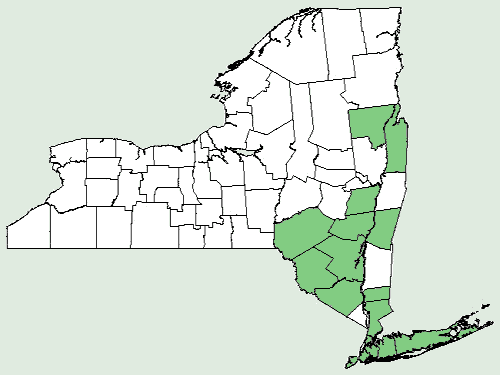